# 941
سنة 941 م كانت سنة بسيطة تبدأ يوم الجمعة (الرابط يظهر نموذج التقويم الكامل للسنة) من التقويم اليولياني.

## أحداث
- بداية الحرب البيزنطية الروسية في 941 والتي انتهت في 944.

## مواليد
- بريان بورو ملك ملوك أيرلندا
- لوثير ملك فرنسا
- ابن نباتة السعدي، شاعر بغدادي.